# Aeroportul St. Louis Downtown
Aeroportul St. Louis Downtown (IATA: CPS, ICAO: KCPS, FAA LID: CPS) este un aeroport din Cahokia⁠(d), Comitatul St. Clair, Illinois, Illinois, Statele Unite ale Americii ce deservește zona Greater St. Louis⁠(d). Aeroportul a fost tranzitat în 2019 de 7.538 de pasageri.
Situat la o altitudine de 126 m, aeroportul dispune de 3 piste.

## Infrastructură

### Piste
Aeroportul dispune de 3 piste: 
- pista 12R/30L din asfalt, cu dimensiunile 7.002 picioare × 150 picioare
- pista 12L/30R din beton, cu dimensiunile 5.301 picioare × 75 picioare
- pista 5/23 din asfalt, cu dimensiunile 2.799 picioare × 75 picioare